# Lexikon-Roman

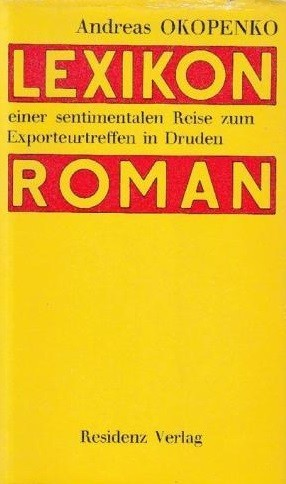
Okopenko, Andreas: Lexikon einer sentimentalen Reise zum Exporteurtreffen in Druden. Residenz Verlag, Salzburg 1970.

Lexikon-Roman (voller Titel: Lexikon einer sentimentalen Reise zum Exporteurtreffen in Druden) ist ein Werk von Andreas Okopenko.

## Inhalt
Andreas Okopenko wollte 1970 mit seinem Reisetext „sich und die Leser aus dem Schnarchfluß stören“. Während einer Bahnfahrt entstand die Idee zum Roman mit ruhig dahinfließender Hauptgeschichte, in der zwar nichts Aufregendes passiert, wo jedoch Abschweifungen möglich sind und die Leser selbst über deren Ausblick und Verweildauer entscheiden. Schon die Grundidee des Buches nahm dessen späteres Erscheinungsbild vorweg und wurde vom Autor als Roman in Lexikonform ausgeführt. Statt eines Vorwortes leitet eine direkt an die Leser gerichtete Gebrauchsanweisung die Textreise durch 789 alphabetisch angeordnete Einträge an: „Sie brauchen nur kreuz und quer durch mein Lexikon zu lesen, so wie Sie sich ja auch [...] durcheinander erinnern können. Das ist Welt. In vorgeschriebener Reihenfolge vorgeschriebene Blicke zu werfen, ist hingegen klassische Lektüre [...] Ich will Sie – versuchen wir es einmal – aus der Lektüre in die Welt befreien.“

### Handlung
Den Rahmen bietet die eintägige Donauschiffsreise des Chemiekaufmannes J. zum Exporteurtreffen in Druden, deren Strecke und Fahrplan der existierenden Route von Wien nach Dürnstein entsprechen, mit veränderten Ortsnamen, so wurde zum Beispiel das reale Dürnstein zum fiktiven Druden. Der Eintrag Anfang der Reise ist zugleich der Beginn der Hauptgeschichte. Die kursiv gedruckten Verweise am Ende jeder Reiseetappe führen auf der Hauptroute weiter, anderswo im Text angeführte Verweise sind normal gedruckt und laden zu Abstechern ein. Das Ende der Reise stellt das Ende der Hauptgeschichte dar, bietet jedoch Verweise zum Weiterstöbern in weiteren Einträgen. „Dem eiligen Leser ist die Hauptroute in 35 Stichwörtern beschrieben, dem allen Hinweisschildern folgenden Leser hingegen erschließt sich ein Kosmos von teils aufeinander bezogenen, teils unabhängigen Wirklichkeitspartikeln.“

### Personen
Sowohl der Protagonist, der kleinbürgerliche Chemiekaufmann J. (ohne eigenen Eintrag), ist durchaus in weiten Teilen klischeehaft typisiert, als auch die beiden weiblichen Hauptpersonen Barbara (die 100 kg attraktive Frau), und das erwachsene Kind Ulli. Dieser Typisierung entziehen sich die sogenannten Randkinder weitgehend, allen voran Quenta Quebec, die einzige aus dieser Gruppe mit einem eigenen Lexikon-Eintrag. Mytilla Mitil, Encore Edibelbek, Zero Zobiak, Alphard Mutz, Myra Metelli und Caro Coenluir sind ebenso individualisierte Figuren, Szenen ihres Lebens scheinen als Kindheitserinnerungen des Erzählers und sind über den Gesamttext verteilt. In Erinnerungen an verflossene Liebschaften schwelgt der Erzähler in mehreren Einträgen zu Susi und Eiske. Darüber hinaus finden sich dermaßen klischeehaft gestaltete Einträge über in Magazinen dargestellte Frauen, dass sie sich dadurch selbst ad absurdum führen.

### Weltbild
Die Fülle an Möglichkeiten, sich „nebenbei“ umzusehen, soll das wahre Leben spielerisch darstellen und zeigt Okopenkos kritischen Blick, aber grundsätzlich positive Sicht auf die Welt, das Leben und den Genuss. Seine Vorlesung einer langen lyrischen Liebeserklärung an die Welt sei mit einem langgezogenen Buh-Ruf und der Aussage, „die Zeit für Lyrik sei aus“ kritisiert worden. Dies quittiert der Autor im Eintrag Affirmative Dichtung. mit „das mache ich nicht mit; dazu ist mir die seit Kindertagen vorgefundene Welt auch unter zweifelhaften Kapitänen zu lieb. Also: Trotz Vietnam; [....] trotz all dem, [...] ... wieder eine Liebeserklärung an die Welt; ein ganz mit Frieden vollgestopfter kapitalistischer Chemiekaufmann J. fährt an einem 100 % blauen Vorhundstagswerktag unter lauter Feiernden auf einem Schiff, auf dem nicht das geringste Schrecknis passiert, guckend, essend und frauenbeseufzend zu einem besoffenen Gewinnspannentreffen in das idyllische Neutralenstädtchen Druden.“ Mit „ich habe bloß das, was grad da war, gezeichnet“ begründet der Autor die hohe Anzahl dicker Leute. Die Frage, ob es an seiner eigenen Figur läge, „für deren Überhandnehmen der Autor ängstlich Parallelen sucht?“, stellt er zwar, lässt sie aber lieber unbeantwortet.

#### Frauenbild
Im selben Eintrag Dicke Leute. erklärt Okopenko die Feststellung, bei ihm „fänden sich nur zweierlei Frauen: ätherisch-schwesterliche Mädchen und gefräßig-dumme Fettweiber“, als Irrtum. „Die Werbung macht [...] alle Männer einander und alle Frauen einander gleich. So wird die Wohlstandswelt zu einem Kriegsschauplatz, auf dem ein einziger in seinen Modifikationen austauschbarer Mann und eine ebensolche Frau einander maximal gewinnbringend abzuschaffen bestrebt sind.“ Den oft übertrieben dargestellten und aus Magazinen und der Werbung entliehenen Klischees stehen Einträge wie weiblich, Feminismus 1 und 2 gegenüber. Den mit liebendem und wertschätzendem Blick gezeichneten Protagonistinnen legt Andreas Okopenko in seinem Lexikon-Roman „knallharte frauenrechtlerische Reden in den Mund“, während eher die männlichen Fahrgäste patriarchischen Klischees verhaftet erscheinen.

#### Fluidum
Was Okopenko als Fluidum bezeichnet und ein Schlüsselwort für seine Lyrik und Prosa darstellt, ist als blitzartig ablaufender Assoziationsvorgang zu verstehen, eine Augenblickserfahrung, die viele Reize umfasst. Ein solches F-Erlebnis., das trotz der Vielelementigkeit als Ein Moment, als Ein Etwas empfunden wird, sei leider unmitteilbar, „da mit dem ganzen Leben des Empfinders verbunden.“ „Ich meine , diese Situation, oder diese ... Konstellation kommt nie wieder [...] Ich meine eigentlich das ... Einmalige daran“, versucht Chemiekaufmann J. im Eintrag Nachmittagsgespräche 20. zu erklären. Im Lexikon-Roman bewirken die vielen verschiedenen Begegnungen und Beobachtungen „während der Reise eine fluidische Assoziationsverkettung, besser: ein ‚Fluidum in Permanenz‘.“

## Form
Die einzelnen Etappen der Reise und die kurzen Essays, in denen sich Andreas Okopenko themenbezogen äußert, machen nur einen kleinen Teil des Materials aus, aus dem der Roman „selbst zu basteln“ ist. Die meisten Einträge sind eine bunte Sammlung aus Anekdoten, Notizen, Zeitungsausschnitten, Zitaten, Beschreibungen und vielem mehr. Hier finden sich auch Aufforderungen zum Spielen, zum Einkleben von Bildern oder anderem, zum Eintragen eigener Erlebnisse, Erfahrungen, Ideen und Gedanken. Sie überschreiten selten den Seitenumfang, sind zumeist ironisch formuliert und ohne weiteres einzeln lesbar, weil sie die Hauptgeschichte nicht beeinflussen. Okopenko hat ebenso die Typographie der Einträge unterschiedlich gestaltet, etwa kursiv, fettgedruckt, in seiner eigenen Handschrift, mit sprachlichen Experimenten oder zentrierten, mehrspaltigen Passagen, Grafiken, Listen etc. Die Taufstelle. erklärt, warum der Autor zwischen den Erzählperspektiven wechselt und aus welchem Grund der jeweilige Heldenname Ich-, Er-, J. oder Man zum Einsatz kommt.

### Entstehungsgeschichte
Obwohl die erzählte Schiffsreise meist exakt zu einem Reiseprotokoll Okopenkos passt (Nennung der Uhrzeiten, leicht verfremdete Ortsnamen), entstand die Idee laut Autor auf einer anderen Reise: „Eines unglaubwürdig schönen Apriltages fuhr ich mit der Eisenbahn nach Saarbrücken. Die Symptome des beginnenden Frühjahrs rührten mich, die (Arbeit und Spiel und Langeweile und Wunsch und Beziehung bergenden) Häuser in der Landschaft, die Möglichkeiten, hier und da und dort hinzuschauen, einzutreten, mitzuerleben, und doch auch die Unmöglichkeit, all dieses Mögliche wirklich oder gar zugleich zu tun. In der so gelösten wie aufgekratzten wie sentimentalen Stimmung dieses Vormittags entschloß ich mich, meinen ersten Roman zu schreiben: Den Roman einer so seltsam als Möglichkeiten-Orgie erlebten Reise.“

## Stellung in der Literaturgeschichte

### Einordnung in das Werk des Autors und Rezeption bei Erscheinen
Mit vierzig Jahren veröffentlichte der Lyriker Andreas Okopenko seinen ersten Roman Lexikon einer sentimentalen Reise zum Exporteurtreffen nach Druden, einen „40er Roman, der die Lyrik des 20ers ins Extremgewicht treibt“, aber „dessen Rezeptionsgeschichte weniger von literar-ästhetischen Erwägungen als von persönlichem Hickhack und (allzu)fixen Verteufelungsstrategien der politisch aufgeheizten Nach-68er-Debatten gezeichnet“ sei. So mag der bescheidene Realist Okopenko im hysterischen Literaturbetrieb einfach übersehen worden sein. „Tatsache ist jedoch, daß eine realistische Lyrik wie überhaupt ein neuer Realismus der vor lauter Manierismus schlapp gewordenen Literatur wieder auf die Sprünge helfen kann.“

### Stellung in der Literaturgeschichte und Wirkungsgeschichte
In der Frankfurter Allgemeinen Zeitung wird Andreas Okopenko 1970 als Veteran des österreichischen renouvaux litteraire bezeichnet, dem schon vor dem Start der Wiener Gruppe Aleatorik und Kombinationskunst geläufig waren. Er tauche in die Sprache ein und poussiere mit ihr, aber es würde ihm nie einfallen, Aggressionen an ihr abzureagieren. Von den bisher veröffentlichten Okopenko-Büchern sei dieses neue besonders genau und mit besonderem Einsatz geschrieben (Frankfurter Rundschau, 13. Februar 1971). Der „Hauch von 68er Anarchie und Freiheit über diesem 'neuen Roman'“ [...] führte wohl zur Wiederveröffentlichung des Romans zum 40-jährigen Jubiläum der 68er. Ob nun der Lexikon-Roman im „Wissen um die Vernetzungsmöglichkeiten des Computers geschrieben“ und gerade dadurch seine spezifische Form erhalten habe oder ob Andreas Okopenko, einer der wichtigsten Repräsentanten der Gegenwartsliteratur in Österreich, 1970, als kaum jemand von Hypertext sprach, ohne es zu wissen, einen der ersten Hypertextromane schrieb, jedenfalls fordern die Verweise zwischen den Lexikoneinträgen zu Interaktionen auf und geben die Struktur vor, die bereits der HTML-Logik von späteren Webseiten folgt.

### ELEX

ELEX CD-Cover

Auf der letzten Seite findet sich unter dem Eintrag Zz. – zumindest in dessen Interpretation durch Karlheinz Essl – „gleich die Einschränkung, daß das Modell noch nicht perfekt“ sei, ein „früher Hinweis darauf, daß Papier nicht das richtige Medium für einen solchen Roman“ sei: „Somit bot sich der Lexikon-Roman geradezu an, als der Kommunikationsexperte Franz Nahrada 1989 nach etwas suchte, mit dem er die Multimediafähigkeiten des Apple Macintosh demonstrieren könnte.“ Der literarische Vorreiter des Hypertextes bot zwar mehr Interaktionsmöglichkeiten als seine 1998 von der Gruppe „Libraries Of The Mind“ veröffentlichte Adaption in elektronischer Form als ELEX – Elektronischer Lexikon-Roman auf CD-ROM, denn Probleme für das Gesamtkunstwerk ELEX, als Text-, Grafik- und Fotogalerie, Lese- und Konzertereignis in einem, ergaben sich aus den 1998 noch beschränkten technischen Möglichkeiten und aus grundsätzlichen Unterschieden der verschiedenen Medien. Allerdings entfällt das mühsame Vor- und Zurückblättern, das Anklicken des Stichwortes genügt, und der zugehörige Lexikonartikel erscheint auf dem Bildschirm. Notizen erübrigen sich, denn eine Landkarte zeigt die momentane Position, die Spur bleibt erhalten und so kann der gesamte Lektüreweg zurückverfolgt werden. Für ELEX komponierte „Libraries Of The Mind“-Mitglied Karlheinz Essl seine interaktive Lexikon-Sonate nach dem Hypertext-Prinzip. Sie wiederholt sich nie, obwohl sie sich in Echtzeit und prinzipiell unendlich verändert. Weitere Mitglieder der 1991 als Zusammenschluss von Künstlern und Mediendesignern in Wien initiierten Gruppe waren, neben dem Autor Andreas Okopenko selbst als „poetischer Begleiter“, Programmdesigner Wolfgang Biró, Historiker Georg Hauptfeld, Fotografin Krista Kempinger, Grafikerin Alfgard Kircher und Kommunikationsexperte Franz Nahrada.

## Literatur

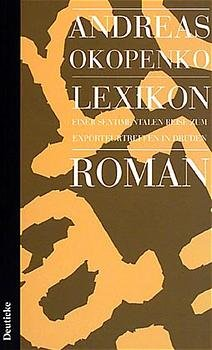
Okopenko, Andreas: LEXIKON ROMAN Lexikon einer sentimentalen Reise zum Exporteurtreffen in Druden. Deuticke, Wien 1996.

### Textausgaben
- Andreas Okopenko: Lexikon einer sentimentalen Reise zum Exporteurtreffen in Druden. Residenz Verlag, Salzburg 1970, DNB 780500601.
- Andreas Okopenko: LEXIKON ROMAN Lexikon einer sentimentalen Reise zum Exporteurtreffen in Druden. Ullstein, Frankfurt am Main etc. 1983, ISBN 3-548-26086-1.
- Andreas Okopenko: LEXIKON ROMAN Lexikon einer sentimentalen Reise zum Exporteurtreffen in Druden. Deuticke, Wien 1996, ISBN 3-216-30264-4.
- Andreas Okopenko: LEXIKON ROMAN Lexikon einer sentimentalen Reise zum Exporteurtreffen in Druden. Deuticke im Paul Zsolnay Verlag, Wien 2008, ISBN 978-3-552-06078-4.

### Sekundärliteratur
- Jens Keßler: Ein Reisetext als Textreise. Andreas Okopenkos Lexikon-Roman als Beispiel für die Möglichkeiten und Grenzen der Leserbeteiligung im Printroman. Seminarabschlussarbeit im Modul „Kultur, Literatur und Medien“ im Fach Kulturwissenschaften, Fernuniversität Hagen (SS 2012)
- Klaus Kastberger (Hrsg.): Andreas Okopenko: Texte und Materialien. (= Forschung / Österreichisches Literaturarchiv. Band 2). Sonderzahl, Wien 1998, ISBN 3-85449-130-1, S. 89–102.
- Sonia Ladstätter: Lexikon-Roman und Elex. Proseminarsarbeit zum Thema „Interaktive Narrative“ im Fach Vergleichende Literaturwissenschaft, Universität Wien (WS 2010/2011)
- Konstanze Fliedl, Christa, Gürtler (Hrsg.): Andreas Okopenko. (= Dossier : die Buchreihe über österreichische Autoren. Band 23). Droschl, Graz 2004, ISBN 3-85420-673-9.
- Alexandra Popovičová: „Ich will Sie aus der Lektüre in die Welt befreien.“ Die Nichtlinearität im Lexikon-Roman von Andreas Okopenko. In: Slowakische Zeitschrift für Germanistik. Band 12, Heft 1, 2020, S. 34–44. (wp.sung.sk, abgerufen am 28. Dezember 2024)